# Raymond Lefèvre
Raymond Lefèvre (ur. 20 listopada 1929 w Calais, zm. 27 czerwca 2008 w Seine-Port) – francuski kompozytor muzyki filmowej, pianista i aranżer. Specjalizował się w tzw. gatunku easy listening.
Największy sukces przyniosła mu praca przy filmach reżysera Jeana Girault. Jest m.in. autorem muzyki do serii popularnych komedii o żandarmach z Louisem de Funèsem w roli głównej.

## Filmografia
- Napad na bank (1963)
- Żandarm z Saint-Tropez (1964)
- Żandarm w Nowym Jorku (1965)
- Wielkie wakacje (1967)
- Żandarm się żeni (1968)
- Domek na wsi (1969)
- Żandarm na emeryturze (1970)
- Jo (1971)
- Żandarm i kosmici (1978)
- Kapuśniaczek (1981)
- Żandarm i żandarmetki (1982)